# وادي القلتين (بدبدة)

تعديل مصدري - تعديل

وادي القلتين هي إحدى قرى عزلة اهل علي بمديرية بدبدة التابعة لمحافظة مأرب، بلغ تعداد سكانها 160 نسمة حسب تعداد اليمن لعام 2004.